# مارك رولستون
مارك رولستون (بالإنجليزية: Mark Rolston)‏ ، من مواليد 7 ديسمبر 1956 ، وهو ممثل أمريكي، شارك بعدة أفلام ومنها فيلم اللاينز عام 1986م، بالإضافة إلى مشاركته في فيلم ساو عام 2009م.

## وصلات خارجية
- مارك رولستون على موقع IMDb (الإنجليزية)
- مارك رولستون على موقع ألو سيني (الفرنسية)
- مارك رولستون على موقع أول موفي (الإنجليزية)
- مارك رولستون على موقع قاعدة بيانات الأفلام السويدية (السويدية)
- مارك رولستون على موقع قاعدة بيانات الفيلم (الإنجليزية)
- مارك رولستون على موقع كينوبويسك (الروسية)